# 细砂仁
细砂仁为姜科砂仁属下的一个种。